# Aston Abbotts
Aston Abbotts (eller Aston Abbots) är en by och civil parish i Buckinghamshire i England. Byn ligger ca 6,5 km norr om Aylesbury och 4,8 km sydväst om Wing.